# Himmlisches Königreich Taiping

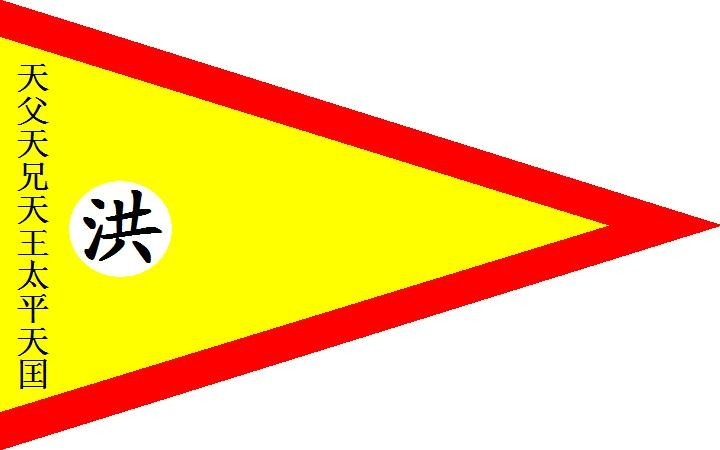
Flagge des Himmlischen Königreiches

Das Himmlische Königreich Taiping, auch Himmlisches Königreich von Taiping, Himmlisches Königreich, Himmlische Dynastie oder Taiping-Bewegung (in der englischen Literatur unter anderem Taiping Heavenly Kingdom, war ein nicht anerkannter Rebellenstaat in China und eine christlich-theokratische absolute Monarchie von 1851 bis 1864. Unter Hong Xiuquan versuchten er und seine Anhänger die Qing-Dynastie zu stürzen. Der erfolglose Krieg, den sie gegen die Qing führte, wurde als Taiping-Rebellion bekannt. Die Hauptstadt war Tianjing (heute Nanjing).

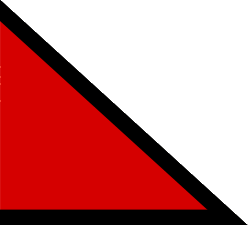
Provisorische Flagge des Himmlischen Königreiches

Als selbsternannter jüngerer Bruder Jesu Christi und Konvertit zum protestantischen Christentum führte Hong Xiuquan eine Armee an, die Mitte des 19. Jahrhunderts einen bedeutenden Teil Südchinas kontrollierte. Das Rebellenkönigreich kündigte soziale Reformen und die Ersetzung des Konfuzianismus, des Buddhismus und der chinesischen Volksreligion durch eine eigene Form des Christentums an. Hong behauptete, er sei der zweite Sohn Gottes und der jüngere Bruder Jesu. Die Taiping-Gebiete wurden während des größten Teils der Rebellion von Qing-Truppen belagert. Die Qing-Regierung besiegte die Rebellen schließlich mit der Hilfe französischer und britischer Streitkräfte.

Königliches Banner

## Hintergrund
Im 19. Jahrhundert erlebte die Qing-Dynastie eine Reihe von Hungersnöten, Naturkatastrophen, wirtschaftlichen Problemen und Niederlagen durch fremde Mächte; Diese Ereignisse sind kollektiv als Chinas „Jahrhundert der Demütigung“ bekannt geworden. Die Bauern wurden stark überfordert, die Mieten stiegen dramatisch an und die Bauern begannen, ihre Ländereien in Scharen zu verlassen. Das Qing-Militär hatte kurz zuvor im Ersten Opiumkrieg eine katastrophale Niederlage erlitten. Die chinesische Wirtschaft wurde durch ein Handelsungleichgewicht, das durch den groß angelegten und illegalen Import von Opium verursacht wurde, stark beeinträchtigt. Banditentum wurde immer häufiger, und es bildeten sich zahlreiche Geheimgesellschaften und Selbstverteidigungseinheiten, wodurch die kleinteilige Kriegsführung zunahm.
Protestantische Missionare begannen von Macao, Pazhou (damals bekannt als „Whampoa“) und Guangzhou („Kanton“) aus zu arbeiten. Ihre Hausangestellten und die Drucker, die sie beschäftigten, korrigierten und passten die Botschaft der Missionare an, um die Chinesen zu erreichen. Konvertiten begannen, die Präfektur- und Provinzprüfungen durchzuführen, bei denen lokale Gelehrte um die Chance konkurrierten, im kaiserlichen öffentlichen Dienst zu arbeiten und Macht ausüben zu können. Eines der Traktate des einheimischen protestantischen Konvertiten Liang Fa, ein 500-seitiger Wälzer mit dem Titel Good Words to Admonish the Age, fand Mitte der 1830er Jahre seinen Weg in die Hände von Hong Xiuquan. Hong blätterte diesen zunächst ohne Interesse durch. Nach mehreren Misserfolgen während der Beamtenaufnahmeprüfungen und einem Nervenzusammenbruch erzählte Hong schließlich von einem Traum, in dem er von einem goldhaarigen, bärtigen Mann und einem jüngeren Mann begrüßt wurde, den er als „älterer Bruder“ ansprach. Hong arbeitete weitere sechs Jahre als Tutor, bevor sein Bruder ihn davon überzeugte, dass Liangs Traktat es wert war, näher untersucht zu werden. Als er das Traktat erneut las, sah er seinen fast vergessenen Traum in Bezug auf christliche Symbolik. Er war nun überzeugt, der jüngere Bruder Jesu zu sein und dem Gottvater, Shangdi, begegnet zu sein. Er fühlte sich nun verpflichtet, die Qing-Dynastie zu stürzen und ein himmlisches Königreich im Sinne des alten Han-Volksgottes Shangdi zu errichteten. Ihm schloss sich Yang Xiuqing an, ein ehemaliger Holzkohle- und Brennholzverkäufer aus Guangxi, der behauptete, als Stimme des Obersten Kaisers zu fungieren.
Im Jahr 1844 gründete Feng Yunshan die Gesellschaft der Gottesanbeter (chinesisch 拜上帝會; pinyin Bài Shàngdì Huì) in Guangxi, um Hongs Ideen zu verbreiten, nachdem er eine Missionsreise dorthin unternommen hatte. 1847 wurde Hong Anführer der Geheimgesellschaft. Der Taiping-Glaube, inspiriert vom missionarischen Christentum, „entwickelte sich zu einer dynamischen neuen chinesischen Religion […] dem Taiping-Christentum“. Hong präsentierte diese Religion als eine Wiederbelebung und eine Wiederherstellung des alten klassischen Glaubens an Shangdi. Die Macht der Sekte wuchs in den späten 1840er Jahren und sie unterdrückte zunächst Gruppen von Banditen und Piraten. Die Verfolgung durch die Qing-Behörden trieb die Bewegung zu einer Guerilla-Rebellion und führte zu einem Bürgerkrieg.

## Geschichte

### Errichtung
Der Taiping-Aufstand begann 1850 in Guangxi. Am 11. Januar 1851 (dem 11. Tag des 1. Mondmonats), Hong Xiuquans Geburtstag, erklärte sich Hong zum „Himmlischen König“ einer neuen Dynastie, dem „Himmlischen Königreich des Großen Friedens“.  Nach kleineren Zusammenstößen eskalierte die Gewalt im Februar 1851 zum Jintian-Aufstand, bei dem eine 10.000 Mann starke Rebellenarmee eine kleinere Qing-Streitmacht besiegte. Feng Yushan sollte der Stratege der Rebellion und der Verwalter des Königreichs in ihren frühen Tagen sein bis zu seinem Tod im Jahr 1852.
1853 eroberten die Taiping-Truppen Nanjing, machten es zu ihrer Hauptstadt und benannten es in Tianjing („Himmlische Hauptstadt“) um. Hong verwandelte das Amtsgebäude des Vizekönigs von Liangjiang in seinen Palast des Himmlischen Königs. Da Hong Xiuquan angeblich in seinem Traum angewiesen worden war, alle „Dämonen“ auszurotten, für die die Taiping die Mandschus hielten, machten sie sich daran, die gesamte mandschurische Bevölkerung auszulöschen. Als Nanjing besetzt wurde, töteten und verbrannten die Taiping die 40.000 Mandschus in der Stadt. Zuerst töteten sie alle Mandschu-Männer, trieben dann die Mandschu-Frauen aus der Stadt und verbrannten sie.

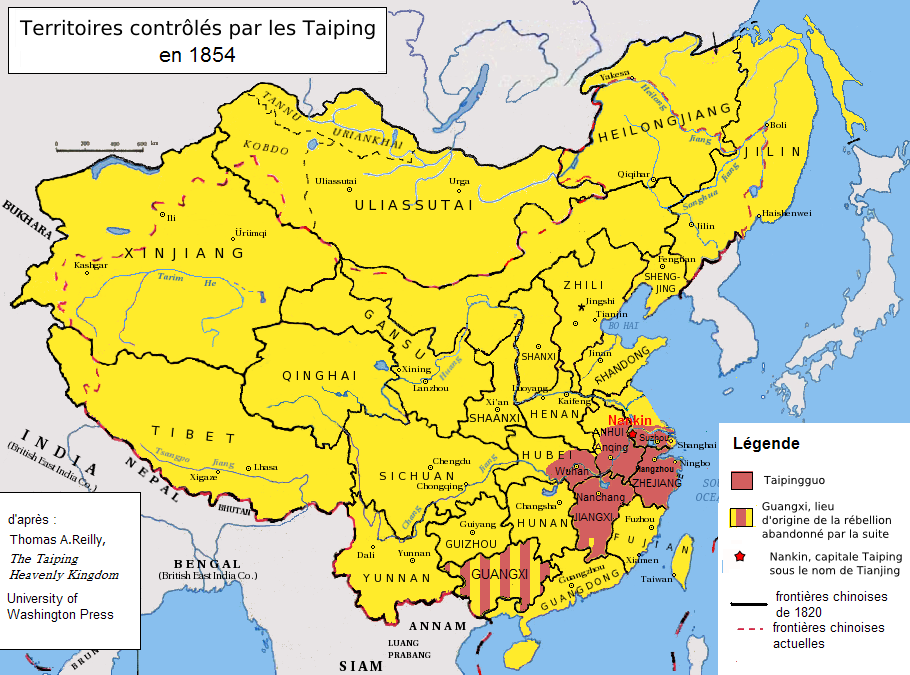
Gebiete der Qing-Dynastie (gelb) und des Himmlischen Königreiches (rot)

Auf seinem Höhepunkt kontrollierte das Himmelreich Südchina, das sich auf das fruchtbare Jangtse-Tal konzentrierte. Die Kontrolle über den Fluss bedeutete, dass die Taiping ihre Hauptstadt leicht versorgen konnten. Von dort aus schickten die Taiping-Rebellen Armeen nach Westen an den Oberlauf des Jangtse und nach Norden, um Peking, die Hauptstadt der Qing-Dynastie, einzunehmen. Der Versuch, Peking einzunehmen, scheiterte jedoch.

### Interner Konflikt
1853 zog sich Hong aus der aktiven Kontrolle der Politik und Verwaltung zurück und regierte ausschließlich durch schriftliche Proklamationen, oft in religiöser Sprache. Hong widersprach seinem „Ostkönig“ Yang Xiuqing in bestimmten Fragen der Politik und wurde zunehmend misstrauisch gegenüber Yangs Ambitionen, seinem umfangreichen Netzwerk von Spionen und seinen Erklärungen, wenn er „als Gott sprach“. Yang und seine Familie wurden 1856 von Hongs Anhängern getötet, gefolgt von der Vernichtung der Truppen, die Yang treu ergeben waren.
Da ihr Führer weitgehend abwesend war, versuchten die Taiping-Delegierten, ihre Unterstützung in der Bevölkerung bei der chinesischen Mittelschicht zu erweitern und Allianzen mit europäischen Mächten zu schmieden, scheiterten jedoch in beiden Punkten. Die Europäer beschlossen, neutral zu bleiben. Innerhalb Chinas stieß die Rebellion der Taiping auf den Widerstand der traditionalistischen Mittelschicht wegen ihrer Feindseligkeit gegenüber chinesischen Bräuchen und konfuzianischen Werten. Die landbesitzende Oberschicht, verunsichert durch die bäuerlichen Manieren der Taiping-Rebellen und ihre Politik der strikten Trennung der Geschlechter, auch für Ehepaare, stellte sie auf die Seite der Qing-Kräfte und ihrer westlichen Verbündeten.
1859 schloss sich Hong Rengan, ein Cousin von Hong, der Taiping-Rebellion in Nanjing an und erhielt von Hong beträchtliche Macht. Er entwickelte einen ehrgeizigen Plan, um die Grenzen des Königreichs zu erweitern. 1860 gelang es den Taiping-Rebellen, Hangzhou und Suzhou im Osten zu erobern, aber es gelang ihnen nicht, Shanghai einzunehmen, was den Beginn des Niedergangs des Königreichs markierte.

### Niedergang
Ein Versuch, Shanghai im August 1860 einzunehmen, war zunächst erfolgreich, wurde aber schließlich von einer Streitmacht chinesischer Truppen und europäischer Offiziere unter dem Kommando von Frederick Townsend Ward zurückgeschlagen.  Diese Armee wurde später zur „Immer Siegreichen Armee“, angeführt von „Chinese“ Gordon, und war maßgeblich an der Niederlage der Taiping-Rebellen beteiligt. Die kaiserlichen Streitkräfte wurden unter dem Kommando von Zeng Guofan und Li Hongzhang reorganisiert, und die Offensive zur Rückeroberung der Rebellengebiete der Qing begann. Anfang 1864 war die Qing-Kontrolle in den meisten Gebieten wieder hergestellt.
Hong erklärte, dass Gott Nanjing verteidigen würde, aber im Juni 1864, als sich die Qing-Truppen näherten, starb er an einer Lebensmittelvergiftung als Folge des Verzehrs von wildem Gemüse, als der Stadt die Nahrung ausging. Er war zwanzig Tage lang krank, bevor die Qing-Truppen die Stadt einnehmen konnten. Nur wenige Tage nach seinem Tod nahmen die Qing-Truppen die Stadt ein. Sein Leichnam wurde begraben und später von Zeng exhumiert, um seinen Tod zu überprüfen, und eingeäschert. Hongs Asche wurde später aus einer Kanone geschossen, um sicherzustellen, dass seine Überreste keinen Ruheplatz haben, als ewige Strafe für seinen Aufstand.
Vier Monate vor dem Fall des Himmlischen Königreichs Taiping dankte Hong Xiuquan zugunsten von Hong Tianguifu, seinem ältesten Sohn, ab, der damals 14 Jahre alt war. Hong Tianguifu war nicht in der Lage, irgendetwas zu tun, um das Königreich wiederherzustellen, so dass das Königreich endete, als Nanjing im Juli 1864 nach heftigen Kämpfen auf den Straßen an Qing-Truppen fiel. Die meisten der sogenannten Prinzen wurden von Qing-Beamten in der Stadt Jinling (金陵城) in Nanjing hingerichtet.

### Weitere Entwicklung
Obwohl der Fall von Nanjing im Jahr 1864 die Zerstörung des Taiping-Regimes markierte, war der Kampf noch nicht vorbei. Es gab immer noch mehrere Tausend Taiping-Rebellentruppen, die den Kampf fortsetzten. Es dauerte sieben Jahre, bis alle Überreste der Taiping-Rebellion niedergeschlagen waren. Im August 1871 wurde die letzte Taiping-Rebellenarmee unter der Führung von Shi Dakais Kommandeur Li Fuzhong (李福忠) von den Qing-Streitkräften in der Grenzregion von Hunan, Guizhou und Guangxi vollständig ausgelöscht.
Mit dem Zusammenbruch des Himmlischen Königreichs Taiping startete die Qing-Dynastie Wellen von Massakern gegen die Hakkas, denen Hong und viele seiner Anhänger angehört hatte, und tötete auf dem Höhepunkt der Massaker jeden Tag bis zu 30.000 Menschen. Ähnliche Säuberungen wurden während der Niederschlagung der Roten Turban-Rebellion (1854–1856) durchgeführt. In Guangdong überwachte Gouverneur Ye Mingchen die Hinrichtung von 70.000 Menschen in Guangzhou, in ganz Guangdong wurden eine Million Menschen getötet. Ein weiteres Ereignis waren die blutigen Punti-Hakka-Clankriege (1855 und 1867), die den Tod von einer Million Menschen verursachen sollten.

## Einzelne Aspekte

### Könige, Fürsten und Adelsränge
Der himmlische König war die höchste Position im Himmlischen Königreich. Die einzigen Personen, die diese Position innehatten, waren Hong Xiuquan und sein Sohn Hong Tianguifu:
| Eigenname               | Regierungszeit         | Äranamen (und ihr entsprechender Jahresbereich) |
| ----------------------- | ---------------------- | ----------------------------------------------- |
| Hong Xiuquan—洪秀全     | August 1851 – Mai 1864 | Yannian (元年 Yuánnián) 1851–1864               |
| Hong Tianguifu—洪天貴福 | Mai 1864 – August 1864 | keiner                                          |

Unter dem „König des Himmels“ Hong Xiuquan wurde das Gebiet unter Provinzherrschern aufgeteilt, die Könige oder Prinzen genannt wurden; ursprünglich waren es fünf – die Könige der vier Himmelsrichtungen und der Flankenkönig. Von den ursprünglichen Herrschern wurden der Westkönig und der Südkönig 1852 im Kampf getötet. Der Ostkönig wurde 1856 während eines Staatsstreichs vom Nordkönig ermordet, und der Nordkönig wurde anschließend selbst getötet. Die Namen der Könige waren:
- Südkönig (南王), Feng Yunshan († 1852)
- Ostkönig (東王), Yang Xiuqing († 1856)
- Westkönig (西王), Xiao Chaogui († 1852)
- Nordkönig (北王), Wei Changhui († 1856)
- Flankenkönig (翼王), Shi Dakai (1863 von Qing-Truppen gefangen genommen und hingerichtet)

Die späteren Führer der Bewegung waren „Prinzen“:
- Zhong Prinz (忠王), Li Xiucheng (1823 – 1864, gefangen genommen und hingerichtet von Qing-Streitkräften)
- Ying Prinz (英王), Chen Yucheng (1837 – 1862)
- Gan Prinz (干王), Hong Rengan (1822 – 1864; Cousin von Hong Xiuquan, hingerichtet)
- Jun Prinz (遵王), Lai Wenkwok (1827 – 1868)
- Fu Prinz (福王), Hong Renda (洪仁達; Hong Xiuquans zweitältester Bruder; 1864 von Qing-Truppen hingerichtet)
- Tian Gui Prinz (田貴; hingerichtet 1864)

Weitere Fürsten waren:
- Ein Prinz (安王), Hong Renfa (洪仁發), Hong Xiuquans ältester Bruder
- Yong Prinz (勇王), Hong Rengui (洪仁貴)
- Fu Prinz (福王), Hong Renfu (洪仁富)

Anführern gleichzeitiger Rebellionen wurde in ähnlicher Weise der Titel eines Königs verliehen, wie Lan Chaozhu, einem Anführer der Li Yonghe-Rebellion in Sichuan.
In den späteren Jahren der Taiping-Rebellion wurde das Gebiet unter vielen, eine Zeit lang in Dutzende von Provinzherrschern aufgeteilt, die Prinzen genannt wurden, abhängig von den Launen Hongs.
Eroberte Gebiete in Jiangsu wurden „Sufu-Provinz“ genannt.

### Richtlinien
Innerhalb des Landes, das sie kontrollierte, errichtete die „Himmlisch Königliche Armee“ eine totalitäre, theokratische und hochmilitarisierte Herrschaft.
- Das Studienfach für die Beamtenprüfungen wechselte von den konfuzianischen Klassikern zur Bibel.
- Der Privatbesitz wurde abgeschafft und das gesamte Land wurde vom Staat gehalten und verteilt.[18]
- Ein Sonnenkalender ersetzte den Mondkalender.
- Füßebinden wurde verboten. (Die Hakka waren dieser Tradition nie gefolgt, und folglich waren die Hakka-Frauen immer in der Lage gewesen, die Felder zu bearbeiten.[19])
- Die Gesellschaft wurde für klassenlos und die Geschlechter für gleich erklärt. Zum ersten Mal in der chinesischen Geschichte durften Frauen an Beamtenprüfungen teilnehmen. Einige Quellen berichten, dass Fu Shanxiang, eine gebildete Frau aus Nanjing, sie bestand und Beamtin am Hof des östlichen Königs wurde.
- Mehrere Frauen dienten als Militäroffiziere und Kommandeure unter Taiping, Hong Xuanjiao (Schwester des Taiping-Führers), Su Sanniang und Qin Ersao sind Beispiele für Frauen, die während der Taiping-Rebellion aktiv als Anführerinnen fungierten.
- Die Geschlechter wurden rigoros getrennt. Es gab separate Armeeeinheiten, die nur aus Frauen bestanden; Bis 1855 durften nicht einmal verheiratete Paare zusammenleben oder sexuelle Beziehungen haben.[20]
- Die von den Qing diktierte Mandschu-Frisur wurde zugunsten des langen Tragens der Haare aufgegeben.
- Neue Gesetze wurden erlassen, darunter das Verbot von Opium, Glücksspiel, Tabak, Alkoholkonsum, Polygamie (einschließlich Konkubinat), Sklaverei und Prostitution. Diese alle wurden mit der Todesstrafe geahndet.

### Hong Rengans Reformvorschläge
Im Jahr 1859 befürwortete der Gan-Prinz Hong Rengan mit Zustimmung seines Cousins, des himmlischen Königs, mehrere neue Richtlinien, darunter:
- Förderung der Einführung von Eisenbahnen durch die Erteilung von Patenten für die Einführung von Lokomotiven; Für jede der 21 Provinzen waren 21 Eisenbahnen geplant.
- Förderung der Einführung von Dampfschiffen für Handel und Verteidigung.
- Gründung von währungsausgebenden Privatbanken.
- Erteilung von 10-jährigen Patenten für die Einführung neuer Erfindungen, 5 Jahre für kleinere Gegenstände.
- Einrichtung eines nationalen Postdienstes.
- Förderung der Mineralexploration durch Gewährung der Kontrolle und zwanzig Prozent der Einnahmen an die Entdecker von Lagerstätten.
- Einführung von staatlichen Ermittlungsbeamten.
- Einführung unabhängiger, unparteiischer staatlicher Medienbeauftragter für die Berichterstattung und Verbreitung von Nachrichten.
- Einführung von Bezirkskassen und Zahlmeister zur Verwaltung der Finanzen.

### Militär
Obwohl die Taiping-Rebellen nicht die Unterstützung westlicher Regierungen hatten, verfügten sie über moderne Waffen. Eine ständig wachsende Zahl westlicher Waffenhändler und Schwarzmarkthändler verkauften westliche Waffen wie moderne Musketen, Gewehre und Kanonen an die Rebellen. Bereits 1853 hatten Taiping Tianguo-Soldaten Waffen und Munition verwendet, die von Westlern verkauft wurden. Gewehre und Schießpulver wurden von englischen und amerikanischen Händlern als „Schnupftabak und Regenschirme“ nach China geschmuggelt. Sie waren teilweise mit überschüssiger Ausrüstung ausgestattet, die von verschiedenen westlichen Unternehmen verkauft wurden, sowohl mit Kleinwaffen als auch mit Artillerie. Die Lieferung von Waffen eines amerikanischen Händlers im April 1862, der bereits „bekannt für seinen Umgang mit Rebellen“ war, enthielt 2783 Musketen, 66 Karabiner, 4 Gewehre und 895 Feldartilleriegeschütze. Fast zwei Monate später wurde ein Schiff mit 48 Kisten Musketen und ein weiteres Schiff mit 5000 Musketen gestoppt. Söldner aus dem Westen schlossen sich auch den Taiping-Streitkräften an, obwohl die meisten eher durch Gelegenheiten zur Plünderung während der Rebellion motiviert waren, als von ideologischen Gründen. Die Taiping-Streitkräfte bauten Eisengießereien, in denen sie schwere Kanonen herstellten, die von Westlern als den Qing-Kanonen weit überlegen beschrieben wurden. Kurz vor seiner Hinrichtung wies der loyale Taiping-König Li Xiucheng die Qing darauf hin, dass ein Krieg mit den Westmächten bevorstehe und die Qing die besten westlichen Kanonen und Waffen kaufen und die besten chinesischen Handwerker lernen lassen müssten, exakte Kopien zu bauen.

### Religiöse Angelegenheiten
Anfangs wurden die Anhänger von Hong Xiuquan Gottanbeter genannt. Hongs Glaube wurde von Visionen inspiriert, von denen er berichtete, in denen der Shangdi, der Oberste Kaiser oder Jehova, ihn im Himmel begrüßt habe. Hong war zuvor in Kontakt mit protestantischen Missionaren gewesen und hatte die Bibel gelesen. Das Himmlische Königreich von Taiping basierte auf Hong Xiuquans Synkretismus von chinesischer Volksreligion mit dem Christentum, der sich von den christlichen Gebeten, Ritualen und Feiertagen unterschied. Die Bibliotheken der buddhistischen Klöster wurden zerstört, im Jangtse-Delta fast vollständig. Tempel des Daoismus, Konfuzianismus und anderer traditioneller Überzeugungen wurden oft in Kirchen, Schulen oder Krankenhäuser umgewandelt oder verunstaltet.
In Briefen an den Missionar Joseph Edkins lehnte Hong das Glaubensbekenntnis von Nizäa ab und bekannte sich zum Arianismus.

### Auswärtige Angelegenheiten
Das Himmelreich behielt das Konzept des kaiserlich-chinesischen tributpflichtigen Systems bei, indem es alle „zehntausend Nationen der Welt“ aufforderte, sich dem himmlischen Hof zu unterwerfen und die jährlichen Tributmissionen durchzuführen. Der himmlische König verkündete, dass er beabsichtige, eine neue Dynastie Chinas zu gründen.

### Währung
In seinem ersten Jahr prägte das Himmlische Königreich Münzen mit einem Durchmesser von 23 mm bis 26 mm und einem Gewicht von etwa 4,1 g. Der Name des Königreichs war auf der Vorderseite und „Heiliger Schatz“ (chinesisch: 聖寶) auf der Rückseite eingraviert; Das Königreich gab auch Papiernoten heraus.

### Administrative Gliederung
Zwar kontrollierte das Himmlische Königreich nicht alle Gebiete, jedoch wurden in den Quellen des Königreiches folgende 25 Provinzen erwähnt:
- Provinz Jiangnan (江南省) oder Provinz Himmlische Hauptstadt (天京省) – heutiges nördliches Gebiet von Jiangsu
- Provinz Anhui (安徽省) – heutiges Anhui
- Provinz Jiangxi (江西省) – heutiges Jiangxi
- Provinz Hubei (湖北省) – heutiges Hubei
- Provinz Tianpu (浦省[a]) – heutiger Amphoe Pukou (Nanjing)
- Provinz Sufu (蘇褔省) – heutiges südliches Gebiet von Jiangsu
- Provinz Guifu (桂褔省) – nicht klar
- Himmlische Provinz Zhejiang (浙江省) – heutiges Zhejiang
- Provinz Hunan (湖南省) – heutiges Hunan (de jure)
- Provinz Fujian (福建省) – heutiges Fujian (de jure)
- Provinz Henan (河南省) – heutiges Henan (de jure)
- Provinz Shandong (珊東省) – heutiges Shandong (de jure)
- Provinz Shanxi (珊西省) – heutiges Shanxi (de jure)
- Provinz Zuili (罪隸省, lit. „kriminell regiert“) oder Qianshan Provinz (遷善省, lit. „tugendhaft fördern“) – gleich Zhili; heutiges Hebei, Peking und Tianjin (de jure)
- Provinz Guangxi (廣西省) – heutiges Guangxi (de jure)
- Provinz Guangdong (廣東省) – heutiges Guangdong (de jure)
- Provinz Yunnan (芸南省) – heutige Yunnan (de jure)
- Provinz Sichuan (四川省) – heutiges Sichuan (de jure)
- Provinz Guizhou (桂州省) – heutiges Guizhou (de jure)
- Provinz Shaanxi (陝西省) – heutiges Shaanxi (de jure)
- Provinz Gansu (甘肅省) – heutiges Gansu (de jure)
- Provinz Fengtian (奉添省) – heutiges Liaoning (de jure)
- Provinz Jilin (吉林省) – heutiges Jilin (de jure)
- Provinz Wulongjiang (烏隆江省) – heutiges Heilongjiang (de jure)
- Provinz Yili (伊犁省) – heutiges Xinjiang (de jure)

## Rezeption
In einigen marxistischen Geschichtsschreibungen wurde die Taiping-Rebellion als protokommunistischer Aufstand angesehen.